# Osso cuboide
L'osso cuboide o semplicemente cuboide è un osso breve del tarso, detto così perché di forma pressoché cubica. Esso si pone nella fila distale del tarso lateralmente al navicolare e al terzo osso cuneiforme, anteriormente al calcagno e posteriormente alle ultime due ossa metatarsali. Esso costituisce la chiave di volta dell'arcata longitudinale laterale della pianta del piede.

## Descrizione
Questo osso è irregolarmente cubico, situato nella parte esterna del piede, davanti al calcagno, lateralmente allo scafoide e al 3º osso cuneiforme, dietro al 4º e al 5º osso metatarsale. La faccia superiore di questo osso è rugosa e non articolare; quella plantare presenta una marcata cresta per l'attacco del legamento plantare lungo e termina con una grossa sporgenza, la tuberosità del cuboide. La superficie posteriore, invece, è articolare e corrisponde all'omologa faccia del calcagno.

## Galleria d'immagini

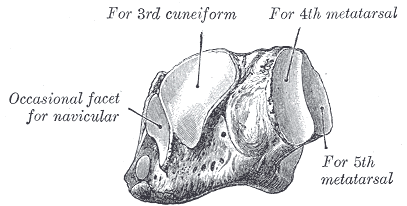
Vista antero-mediale dell'osso cuboide del piede sinistro
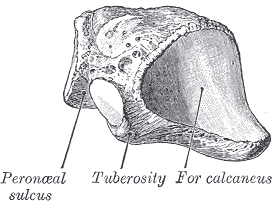
Vista postero-laterale dell'osso cuboide del piede sinistro
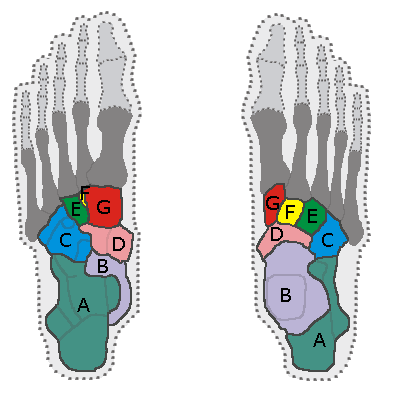
A è il calcagno, B è l'astragalo, C è l'osso cuboide, D è l'osso navicolare, E,F,G sono le ossa cuneiformi